# Gyrosmilia interrupta
Espèce
Statut CITES
Gyrosmilia interrupta est une espèce de coraux appartenant à la famille des Euphylliidae, selon WoRMS, ou la famille Caryophylliidae, selon ITIS.